# رودنکو ۱۸۲۹۴
سیارک ۱۸۲۹۴ (به انگلیسی: 18294 Rudenko، نامگذاری:1978SF5) هجده هزار و دویست و نود و چهارمین سیارک کشف شده‌است .  که در ۲۷ سپتامبر ۱۹۷۸ کشف شد . 
قدر مطلق سیارک برابر ۱۲.۹ است . 